# Borealis (Schiff)
Die Borealis  ist ein 1997 in Dienst gestelltes Kreuzfahrtschiff der Reederei Fred. Olsen Cruise Lines. Sie wurde als Rotterdam  gebaut und bis 2020 von der amerikanischen Reederei Holland-America Line eingesetzt.

## Geschichte
Die Rotterdam wurde bei Fincantieri in Venedig gebaut und am 21. Dezember 1996 ausgedockt. Das Schiff wurde am 7. November 1997 an Holland-America Line abgeliefert. Sie kam unter der Flagge der Niederlande mit Heimathafen Rotterdam in Fahrt. Am 11. November 1997 wurde sie in Barcelona in Dienst gestellt.
Im April 2015 wurde das Schiff bei Blohm + Voss mit Scrubbern ausgerüstet und erhielt einen neuen Rumpfanstrich. Auch die Kabinen wurden modernisiert.
Im März 2020 wurde die Rotterdam abgestellt, um im Pazifik vor der Küste Panamas gesunde Passagiere vom Schwesterschiff Zaandam zu übernehmen, auf dem sich mehrere Personen mit dem SARS-CoV-2-Virus infiziert hatten. Beide Schiffe trafen am 2. April in Fort Lauderdale ein.
Im Juli 2020 wurde der Verkauf der Rotterdam und des Schwesterschiffes Amsterdam an Fred. Olsen Cruise Lines im Rahmen der COVID-19-Pandemie bekannt. Die Schiffe wurden im September 2020 übernommen. Dort ersetzten sie die Boudicca und die Black Watch. Im  November wurden sie in Borealis und Bolette umbenannt.

## Schwesterschiffe
Die Borealis hat drei Schwesterschiffe, die Bolette, die Volendam und die Zaandam. Die Schiffe bilden die auch als R-Klasse bezeichnete Rotterdam-Klasse. Jedoch sind die Schiffe nicht baugleich. Die Volendam und die Zaandam sind baugleich, wohingegen die baugleichen Schiffe Borealis und die Bolette abweichende Decksgrundrisse haben und zudem zwei parallel stehende Schornsteine anstelle von einem Schornstein haben.

## Name
Die Reederei Holland-America Line hat seit der Gründung 1871 mehrfach Schiffe auf den Namen Rotterdam getauft. Das 1997 in Dienst gestellte 5-Sterne-Schiff trug als sechstes diesen Namen. Die Rotterdam war das Flaggschiff der Holland-America Line.

## Bildergalerie

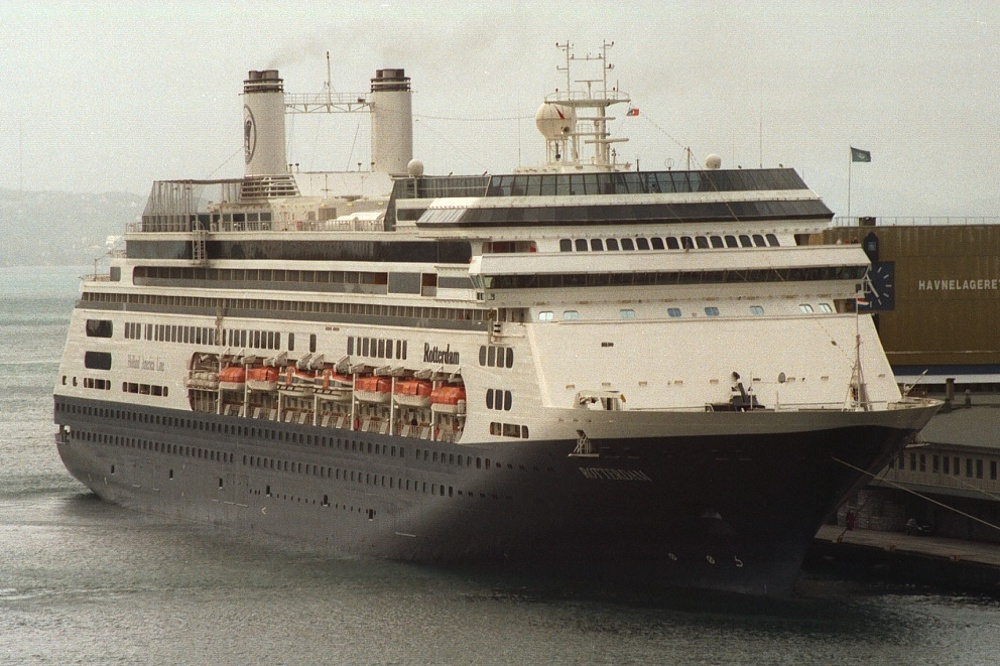
Rotterdam in Bergen (Norwegen), 2000
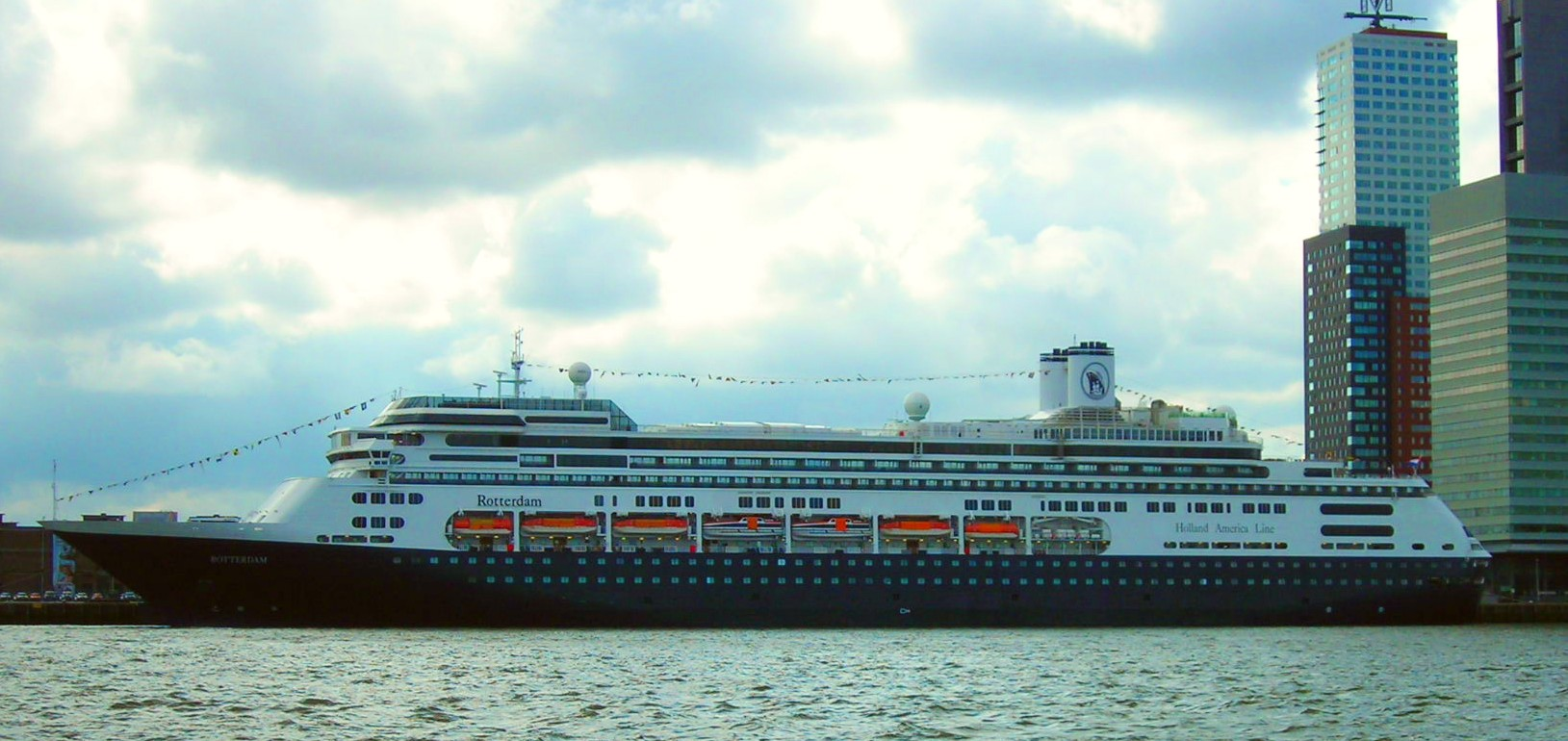
Rotterdam in Rotterdam, 2006
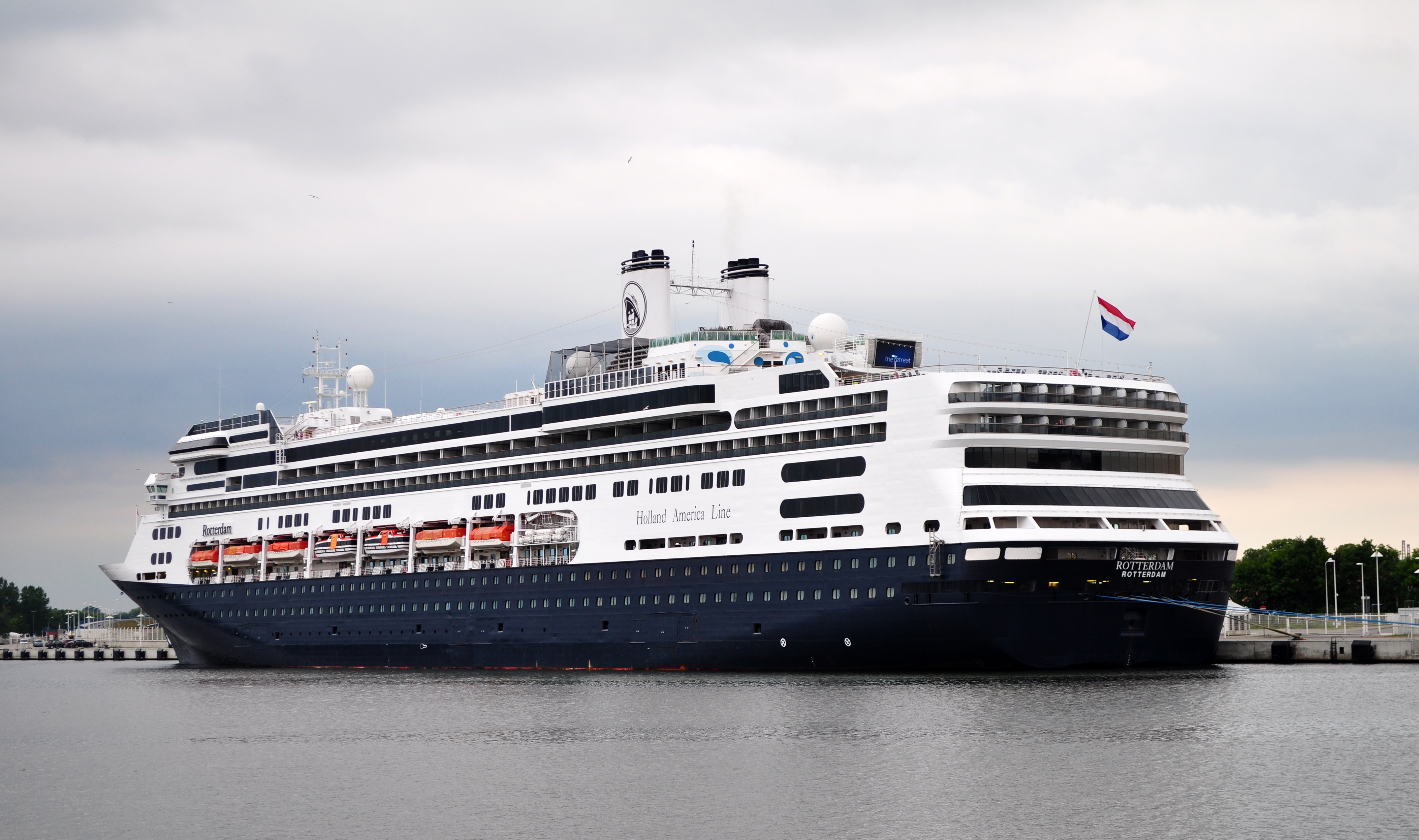
Rotterdam in Rostock, 2012
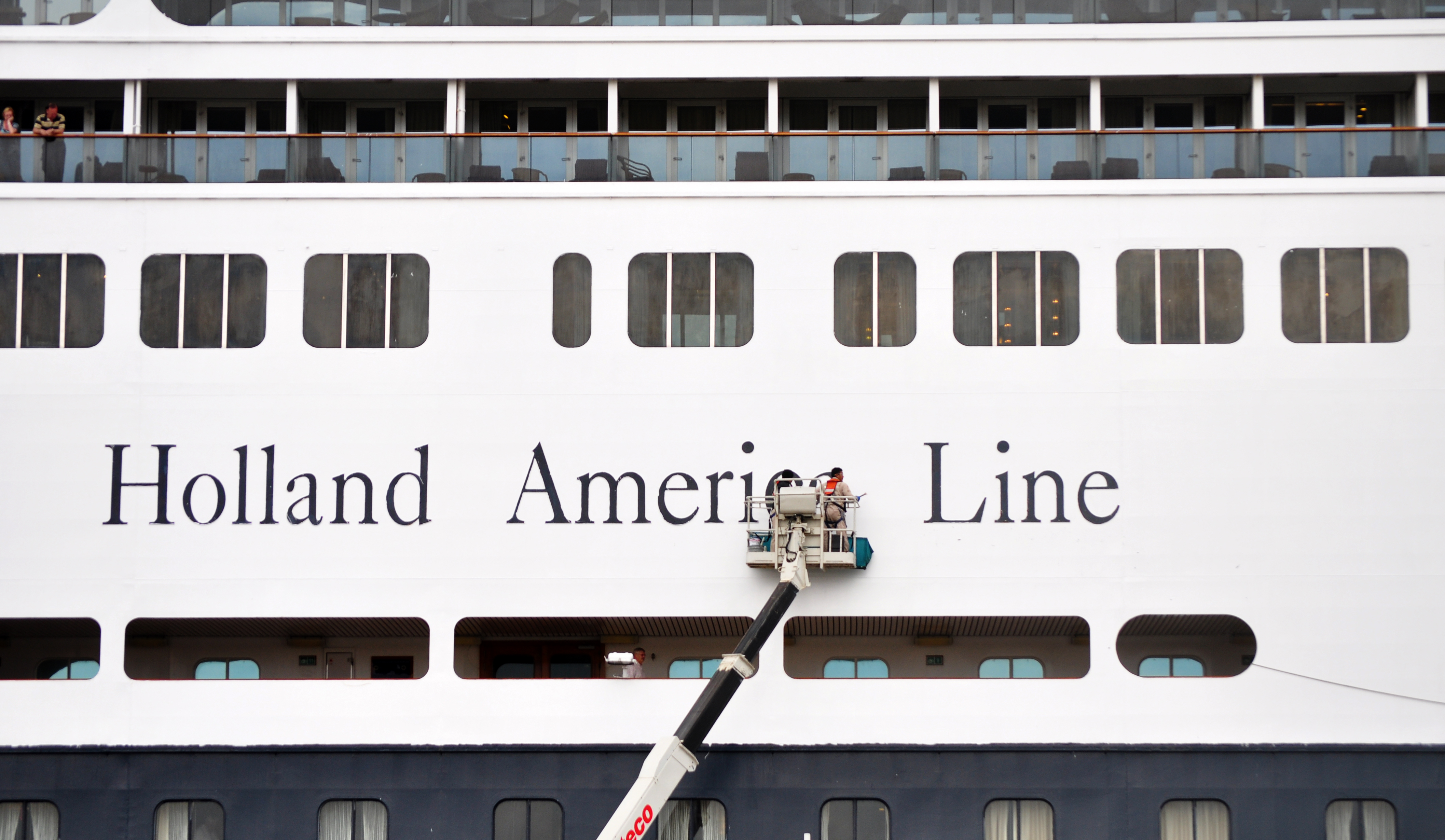
Wartungsarbeiten an der Rotterdam, 2012
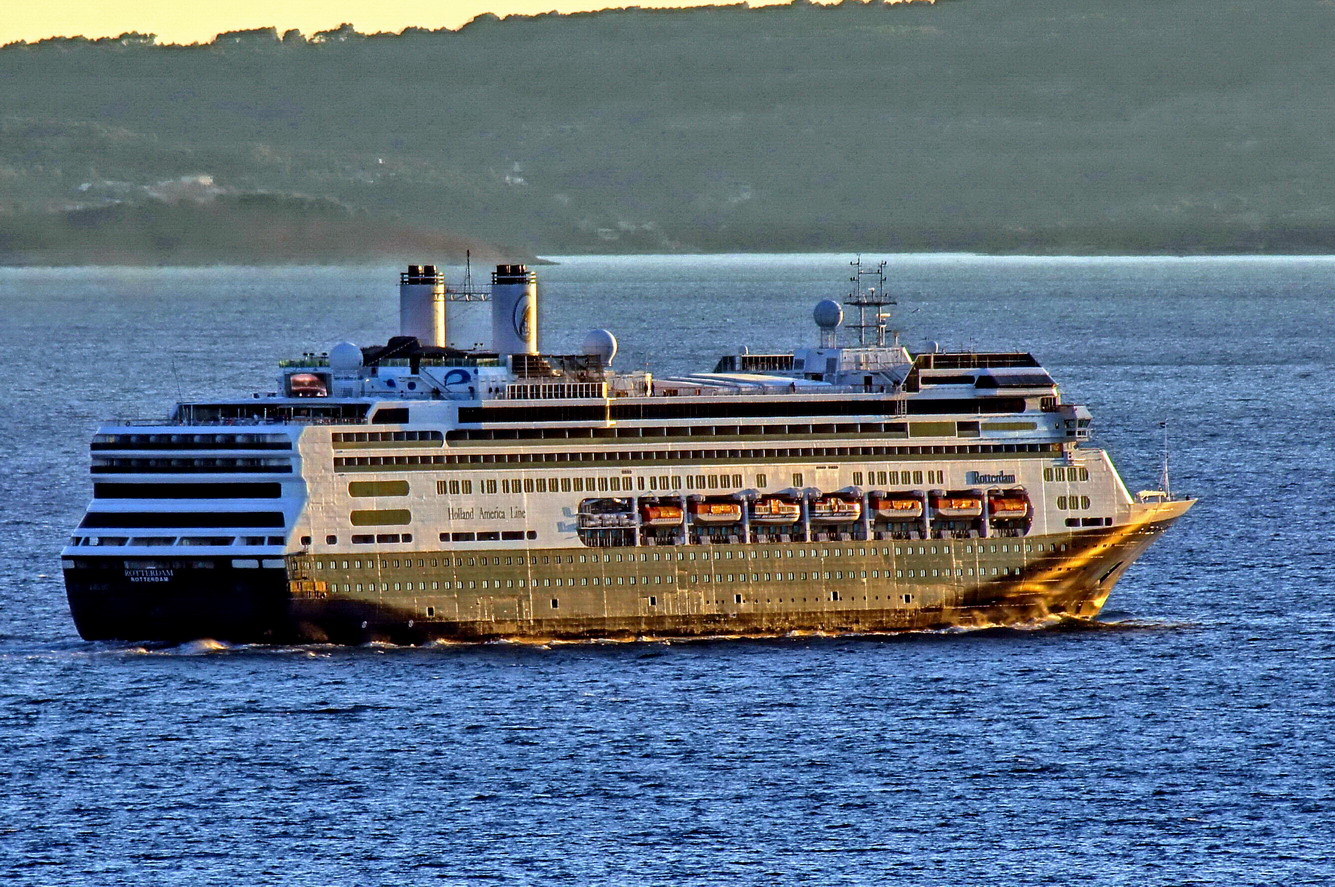
Rotterdam auf See, 2011
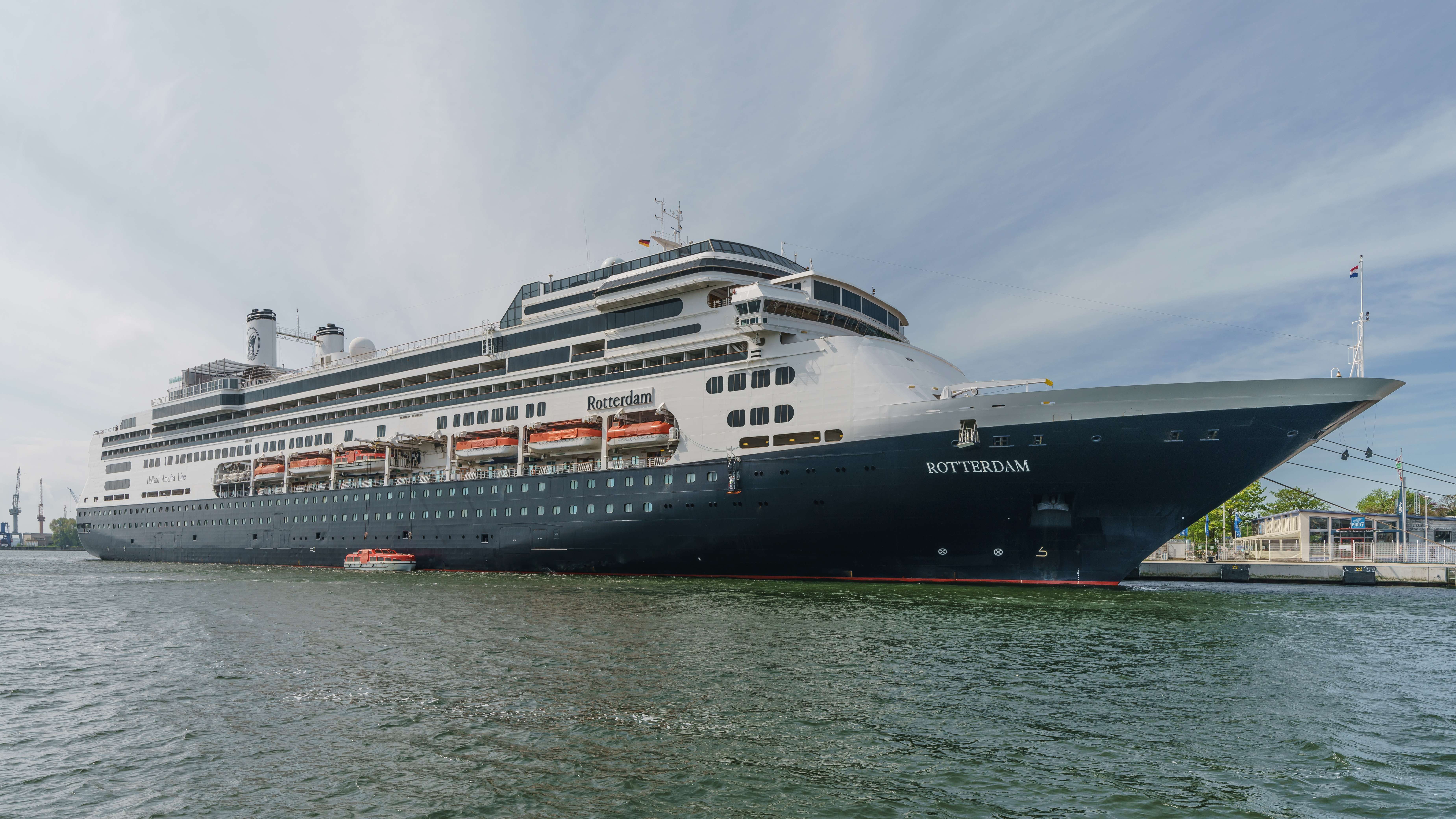
Rotterdam in Warnemünde, 2018
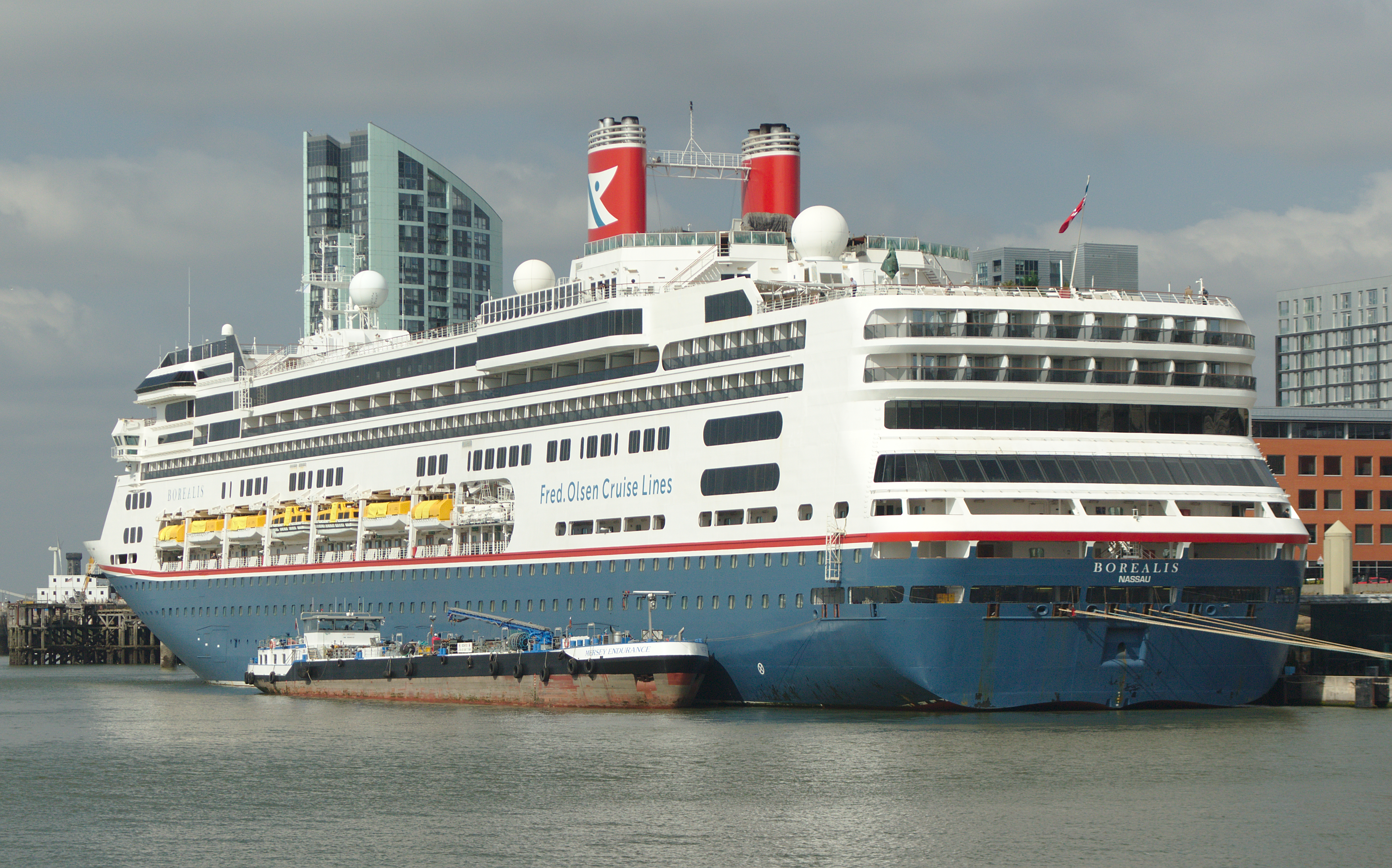
Borealis in Liverpool, 2021
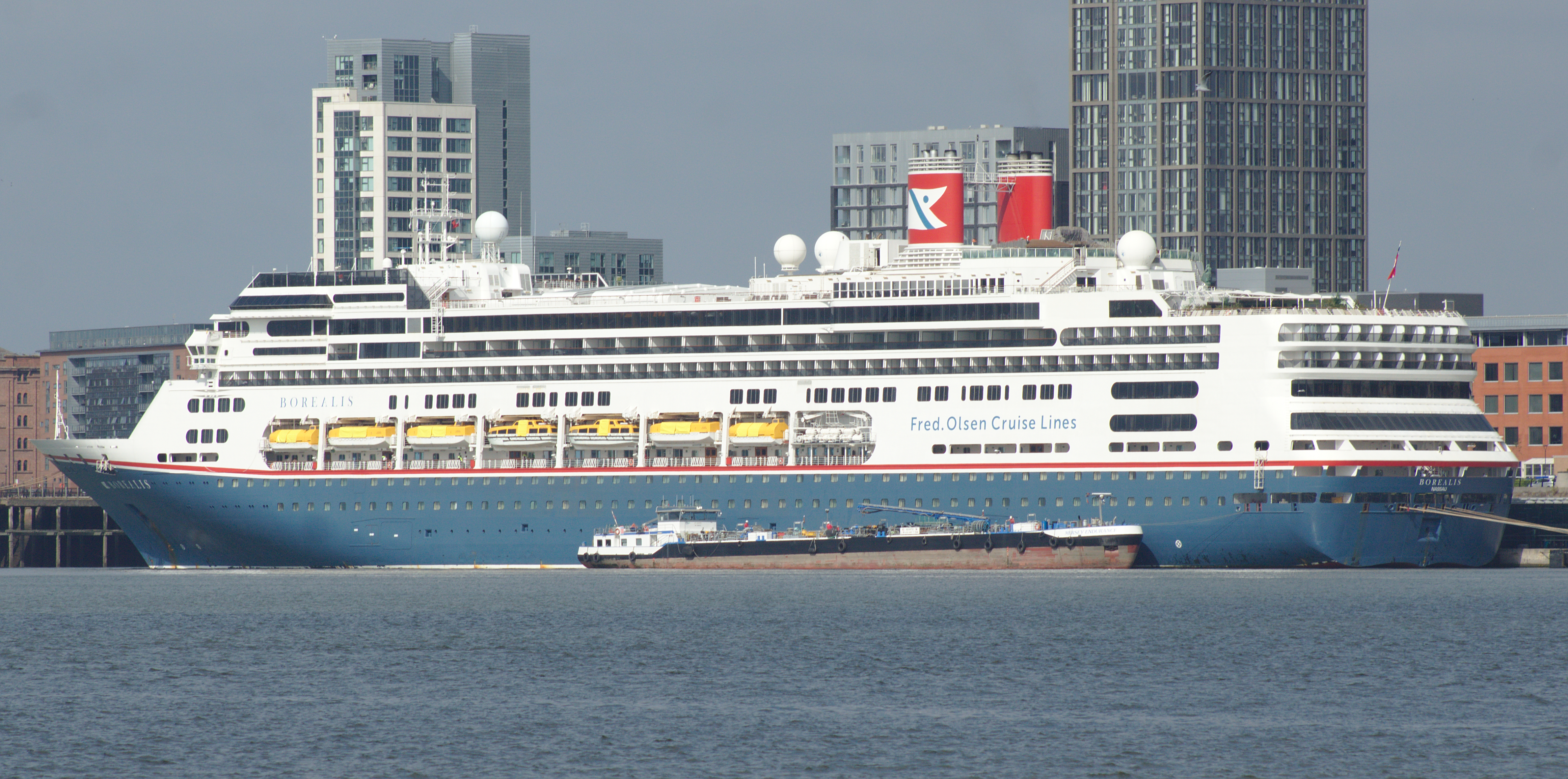